# بطولة تونس لكرة السلة للرجال 1970–71
بطولة تونس لكرة السلة للرجال 1970–71 هو الموسم رقم 16 من بطولة تونس لكرة السلة للرجال.

فاز بهذا الموسم النجم الرياضي الرادسي.

## روابط خارجية
- الموقع الرسمي للجامعة التونسية لكرة السلة.